# Kristoffer Peterson
Kristoffer Paul Peterson, född 28 november 1994 i Sävedalen, Partille, är en svensk fotbollsspelare som spelar för Fortuna Sittard. Han spelar främst som offensiv mittfältare eller yttermittfältare.

## Karriär
Peterson värvades till Liverpool FC:s akademi i januari 2011 från Sävedalens IF. Han gjorde träningsdebut med A-laget i april 2011 och matchdebut med Liverpool FCs reserver i maj 2011. Under säsongen 2012–2013 spelade han 23 matcher i U18-laget och gjorde nio mål samt ett antal assist. Efter att ha imponerat som både spelfördelare och målgörare så flyttades han upp i U21-laget.
Den 28 november 2013 lånades Peterson ut till League One-klubben Tranmere Rovers. Två dagar senare gjorde han sin debut mot Colchester United i en 2–1-vinst på Prenton Park.
I januari 2014 förlängde han sitt kontrakt med Liverpool.
I januari 2017 värvades Peterson av Heracles Almelo, där han skrev på ett 2,5-årskontrakt. Den 28 januari 2017 debuterade Peterson i en 2–1-förlust mot PSV Eindhoven, där han blev inbytt i den 61:a minuten mot Brahim Darri och därefter assisterade till svenske lagkamraten Samuel Armenteros mål.
Den 2 augusti 2019 värvades Peterson av Swansea City, där han skrev på ett treårskontrakt. Den 20 januari 2020 lånades Peterson ut till FC Utrecht på ett låneavtal över resten av säsongen 2019/2020. Den 5 oktober 2020 värvades Peterson av tyska Fortuna Düsseldorf, där han skrev på ett kontrakt fram till sommaren 2023.
Den 21 juni 2023 skrev Peterson på för tre år med Hapoel Be'er Sheva i israeliska förstaligan Ligat Haal. I november 2023 bröt han sitt kontrakt med klubben. Den 9 januari 2024 skrev Peterson på ett 2,5-årskontrakt med Fortuna Sittard.